# Ромейково
Ромейково — село в Україні, в Катеринопільській селищній громаді Звенигородського району Черкаської області. Населення становить 320 осіб.

## Географія
У селі бере початок струмок Безіменний.

## Уродженці села
- Гудзенко Прокіп Микитович, 04(17)12.1919, с. Ромейково-Гончариха. Український медик, доктор медичних наук, професор Чернівецького державного медичного інституту. У 1934 р. закінчив Уманський медичний технікум, у 1939 р. — Київський медичний інститут. Учасник Великої Вітчизняної війни — воював у партизанському загоні. Після 1945 р. працював лікарем-інфекціоністом у Хмельницькій та Чернівецькій областях. У 1947 р. обраний асистентом кафедри дитячих хвороб Чернівецького медичного інституту. Захистив кандидатську (1950) та докторську (1960) дисертації. Автор 74 наукових праць, 4 методичних рекомендацій та одного винаходу. Підручник «Детские болезни» підготовлений професором П. М. Гудзенко був відзначений Державною премією УРСР. У 1965 р. присвоєно звання «Заслужений діяч науки УРСР». З нагоди 50-річчя Чернівецького медичного інституту його портрет занесено до галереї портретів фундаторів наукових шкіл цього навчального закладу. Нагороджений орденом Трудового Червоного Прапора, знаком «Відмінник охорони здоров'я». Його ім'я включено до енциклопедичного видання «Сторінки історії» (Буковинська медична академія). Помер 29 листопада 1982 р., м. Київ.